# The Album (album de Blackpink)
Pour les articles homonymes, voir The Album.
Albums de Blackpink
Kill This Love
(2019) Born Pink
(2022)
Singles
1. How You Like That
Sortie : 26 juin 2020
2. Ice Cream
Sortie : 28 août 2020
3. Lovesick Girls
Sortie : 2 octobre 2020

The Album est le premier album complet du girl group sud-coréen Blackpink, officiellement sorti le 2 octobre 2020 à 13 heures (heure coréenne) et produit par YG Entertainment. 
La sortie de l'album était accompagnée par celle du clip vidéo de la chanson principale, How you like that,Jusqu'au jour de sa sortie, l'album avait été précommandé plus de 1 million de fois et, seulement un jour après sa publication officielle, 590 000 de ses exemplaires ont été vendus, un record dans l'histoire des girl groups de K-pop. De plus, l'album se classe deuxième sur le Billboard 200, une première pour un groupe de kpop féminin, et sur le Gaon Monthly Chart en dépassant le million de ventes en environ deux mois, encore un record puisque le groupe est certifié Million par le Gaon Charts.

## Pistes

### Singles
The Album est composé de huit chansons, écrites et composées par Teddy, le producteur de Blackpink, mais aussi par Ariana Grande, Selena Gomez, Jisoo, Jennie, Brian Lee, David Guetta, Martin Garrix et autres. Il contient trois singles au total, dont deux pré-sortis : How You Like That, publié le 26 juin, devient le clip vidéo le plus vu en 24h pour un girl group de kpop (86,3 millions) et le plus rapide a atteindre les 200 millions de vues sur Youtube (détrônant Look What You Made Me Do de Taylor Swift) ; Ice Cream, sorti le 28 août, est nommé Best Pop Collaboration 2020 par le magazine Rolling Stone, et atteint les 100 millions de vues 40 heures après sa sortie, devenant le deuxième clip vidéo du groupe à atteindre ce nombre le plus rapidement (après How You Like That). Le troisième single de l'album est Lovesick Girls : le clip dépasse les 100 millions de vues 75 heures après sa sortie, devenant le 22e clip vidéo du groupe à atteindre ce nombre.

### Collaborations
Blackpink avait déjà fait des collaborations avec d'autres artistes musicaux, notamment avec Dua Lipa sur Kiss and Make Up en 2018 et Lady Gaga pour Sour Candy. Mais cette fois-ci, c'est avec Cardi B et Selena Gomez qu'elles s'associent, pour leurs chansons Bet You Wanna et Ice Cream, respectivement. 

### Liste des pistes
| 1.    | How You Like That             | Teddy, Danny Chung                                                                                    | Teddy, R. Tee, 24                                                               | 3:01 |
| 2.    | Ice Cream (with Selena Gomez) | Bekuh Boom, Victoria Monét, Teddy                                                                     | Tommy Brown, Steven Franks, Teddy, Boom, Monét, 24, Gomez, Ariana Grande        | 2:56 |
| 3.    | Pretty Savage                 | Teddy, Løren, Vince, Chung                                                                            | Teddy, 24, R. Tee, Boom                                                         | 3:19 |
| 4.    | Bet You Wanna (ft. Cardi B)   | Brown, Steven Franks, Ryan Tedder, Melanie Fontana, Belcalis Almanzar, Torae Carr, Jonathan Descartes | Brown, Franks                                                                   | 2:39 |
| 5.    | Lovesick Girls                | Teddy, Løren, Jisoo, Jennie, Martin Garrix, Danny Chung                                               | Teddy, 24, Jennie, Brian Lee, Leah Haywood, Martin Garrix, R. Tee, David Guetta | 3:12 |
| 6.    | Crazy Over You                | Teddy, Boom, Chung                                                                                    | Teddy, Boom, 24, R. Tee, Future Bounce                                          | 2:41 |
| 7.    | Love To Hate Me               | Tushar Apte, Rob Grimaldi, Chloe George, Steph Jones, Danny Chung                                     | Apte, Grimaldi, 24                                                              | 2:49 |
| 8.    | You Never Know                | Løren,Boom                                                                                            | 24, Boom, Martin Garrix                                                         | 3:49 |
| 24:26 |                               | |                                                                                 |      |

## Promotion
Afin de promouvoir l'album, un concert en ligne en partenariat avec YouTube, nommé The Show, était prévu pour le 27 décembre. En raison de la pandémie de Covid-19 et des décisions gouvernementales la concernant, le concert a été reporté au 31 janvier 2021,. Le groupe a également fait son apparition dans de nombreux shows télévisés comme Good Morning America, Jimmy Kimmel Live! et The Tonight Show Starring Jimmy Fallon.

## Récompenses
L'album a reçu des nominations pour les 2020 MelOn Music Awards et les 2020 Mnet Asian Music Awards, How You Like That gagnant le Best Female Dance Awards (prix féminin de la meilleure dance).